# 테레자 오버뉴 엔게샤
테레자 오버뉴 엔게샤(영어: Tereza Obunyu Engesha, 1998년 2월 15일~)는 케냐의 축구 선수이다.